# Fairchild (Wisconsin)
Fairchild – miasto w Stanach Zjednoczonych, w stanie Wisconsin, w hrabstwie Eau Claire.